# ノルウェーの地域

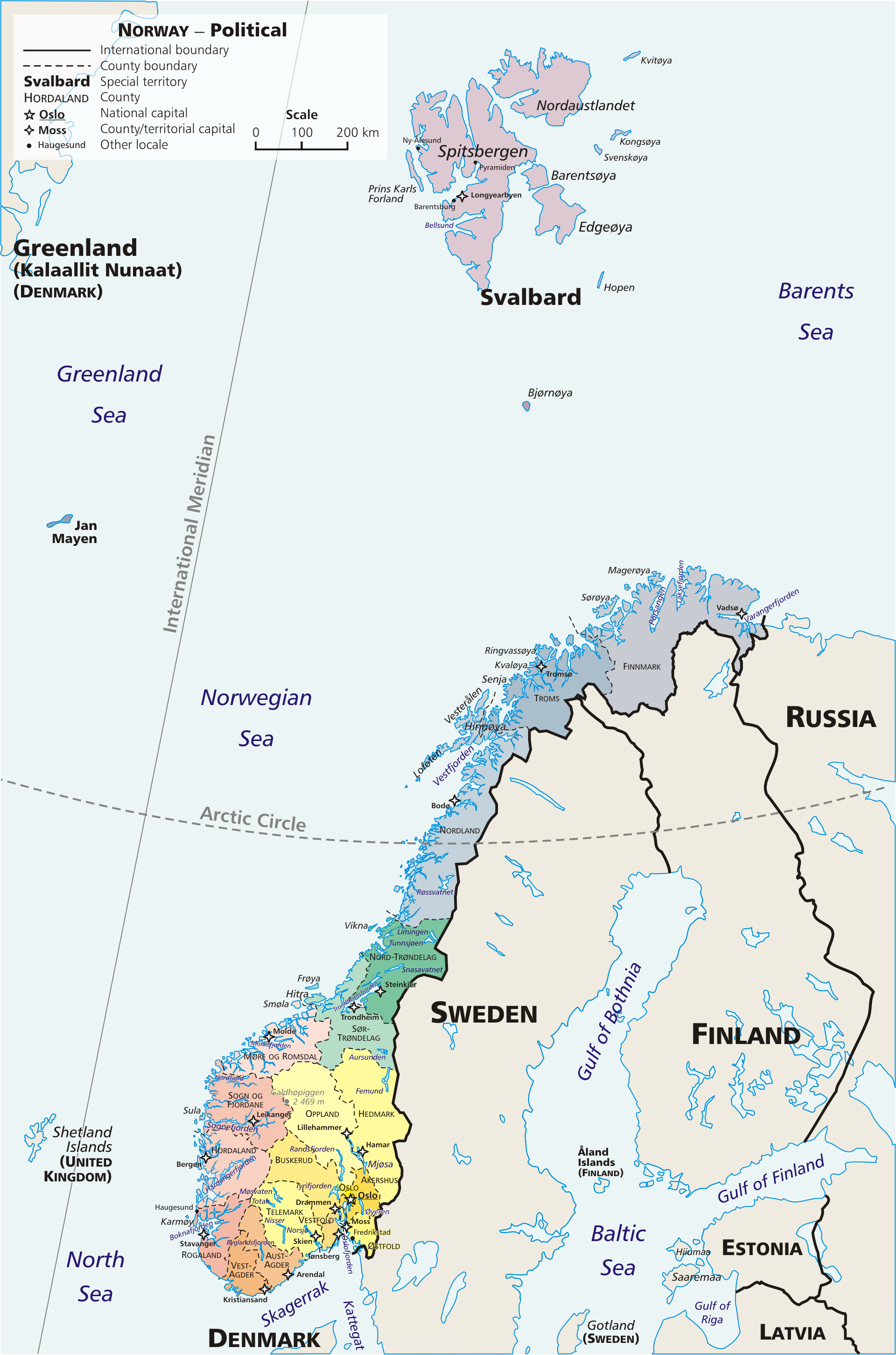
ノルウェーの地図、19の県を地域ごとに同系色で塗っている。スヴァールバル諸島とヤンマイエン島も書かれている。

ノルウェーは5つの主要な地域がある。
- ノールノルゲ
  -  フィンマルク県
  -  トロムス県
  -  ヌールラン県

- トロンデラーグ
  -  ヌール・トロンデラーグ県
  -  ソール・トロンデラーグ県

- ヴェストラン
  -  ムーレ・オ・ロムスダール県
  -  ソグン・オ・フィヨーラネ県
  -  ホルダラン県
  -  ローガラン県

- ソールラン
  -  ヴェスト・アグデル県
  -  アウスト・アグデル県

- エストラン
  -  テレマルク県
  -  ブスケルー県
  -  ヘードマルク県
  -  オップラン県
  -  アーケシュフース県
  -  オスロ
  -  ヴェストフォル県
  -  エストフォル県

これらの地域分類は地理や、方言的なものに基づく慣例によって分けられている。しかし、おおかね地域の範囲はいくつかの県をまとめたものと合致する。このほかにも政府のさまざまな目的のために分割された地域が存在している。地域は行政的役割果たすものではなく、主要な管理単位は県である。
トロンデラーグ地方は稀に中央ノルゲと呼ばれることもあり、そう呼ばれる場合多くはムーレ・オ・ロムスダールを含める。時折、ローガランがソールランとして扱われる場合もある。
また、スヴァールバル諸島は県でないため、この区分には含まれない。スヴァールバル諸島の知事は司法省に上申しており、各県の知事は総務省に上申している。
ヤンマイエン島は本土でないため、ノルウェーの総合地区として扱われ、1995年からはヌールラン県知事に任せられている。さらに南大西洋のブーベ島もノルウェー領であり、領域外ではあるが南極大陸ドロンニング・モード・ランドとピョートル1世島についてはノルウェーが領有権を主張している（ノルウェー・イギリス・フランス他が、各国の南極大陸の領有権を相互に承認しているが、南極条約によりすべて凍結されている）。